# Responsabilidade sanitária
No Brasil a responsabilidade sanitária no nível municipal é competência das Secretarias Municipais de Saúde, dada pelo Artigo 9º da Lei Nº 8.080, de 19 de setembro de 1990.
Compete à autoridade sanitária a gestão das unidades de saúde em seu território e a promoção da atenção integral à saúde da população.
Nas terras indígenas o Chefe do Distrito Sanitário Especial Indígena é a autoridade sanitária, conforme o artigo 8 do Decreto Nº 3156, de 27/08/1999, sendo responsável por garantir a execução das ações de atenção básica à saúde e por promover as articulações necessárias para a garantia da integralidade na atenção à saúde da população indígena.